# タルホニャ

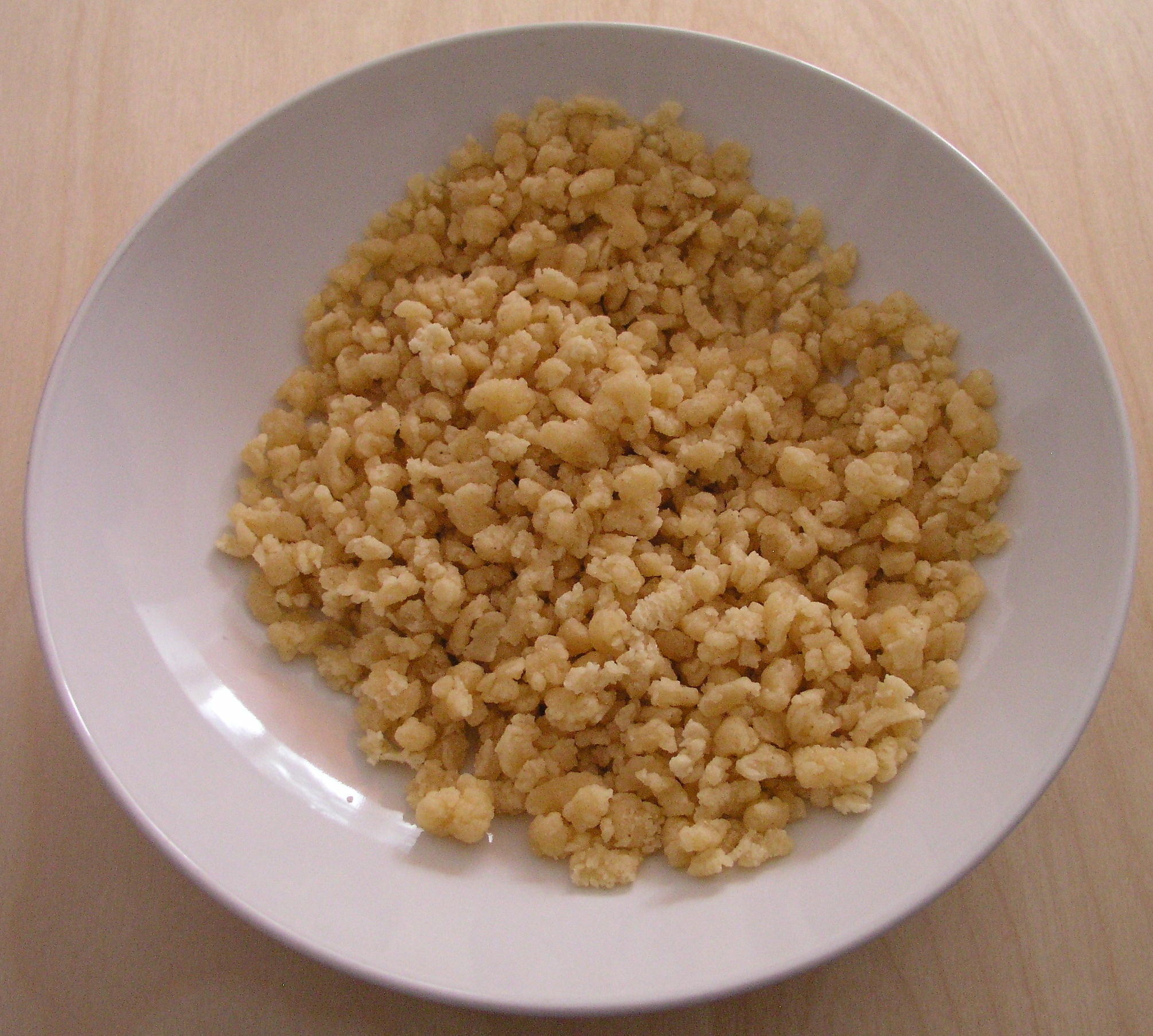
乾燥させた自家製タルホニャ

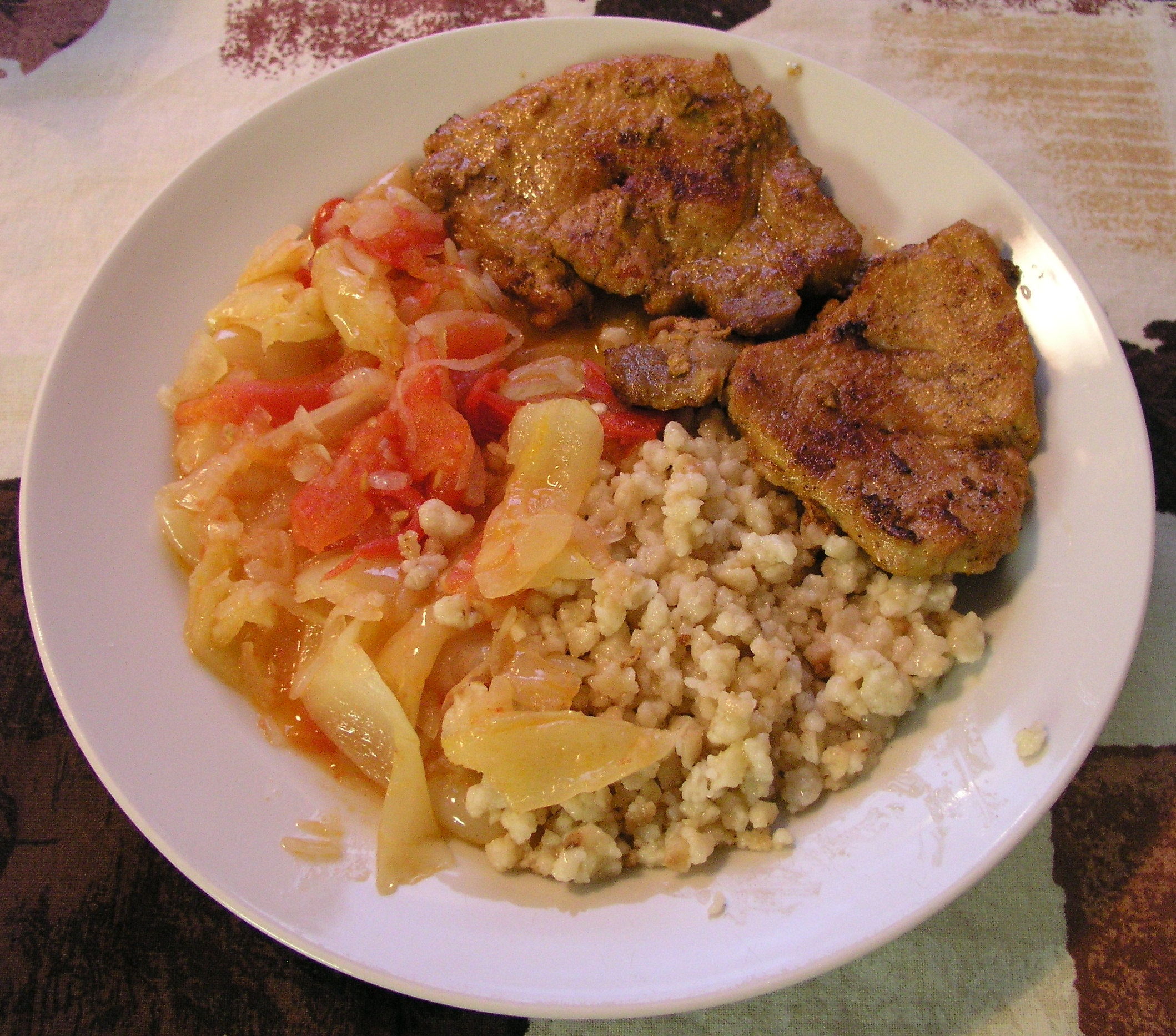
おかずとして揚げて茹でられたタルホニャ

タルホニャ（ハンガリー語：tarhonya 、スロバキア語：tarhoňa）とは、ハンガリーや中欧でよく見られる、卵を材料とした麺である。
その起源にはおそらくオスマン帝国及びトルコ料理の影響があるとされ、名称はペルシャ語のタルハネ（tarkhane）に似た、tarhanaからきていると考えられている。 「バーレー」（barley、英語で「大麦」の意）の呼称は、一見すると調理されたパール大麦に似ていることに由来している。タルホニャはひとつひとつの粒の大きさが比較的大きいため、小型の餃子の一種とされることもある。
歴史的には、16世紀にはハンガリーの手書きの料理本中ですでに取り上げられている。タルホニャは水、小麦粉、全卵を材料とした簡素なものであり、手で、あるいは切ったりおろしたりして大麦大の粒状にするため、その外観は大きなクスクスのようになる。
一度乾燥させて保存したタルホニャは、ローストしてから茹でることで、さまざまな料理に使うことができ、肉や野菜の煮込み料理や卵料理、鶏のロースト、揚げソーセージ、サラダなどに添えられる。ハンガリーでは、タルホニャをバターやラードで炒めてから茹でるのが一般的である。